# Хокейний союз Словенії
Хокейний союз Словенії (словен. Hokejska zveza Slovenije, HZS) — організація, яка займається проведенням на території Словенії змагань з хокею із шайбою. Утворена у 1992 році, член 6 травня 1992 року. У країні 8 клубів, близько 943 гравців (більше 220 з них — дорослі), 6 Палаців спорту і один відкритий майданчик зі штучним льодом. Найбільші зали: Єсениці («Хала Подмежакло» — 4300 місць), Любляна («Тіва» — 3000 місць). 
Чемпіонат Словенії проводиться з 1992 року. У турнірах брали участь від 6 до 8 команд (міста — Єсениці, Любляна, Блед, Целє, Крань). Чемпіони: 1992 — ХК «Єсеніце», 1993 і 1994 — «Акроні» (Єсеніце), 1995—1997 — «Олімпія» (Любляна), 1998 — «Олімпія Хертц» (Любляна). 
Збірна Словенії перший міжнародний матч провела 7 листопада 1992 у Загребі зі збірною Хорватії і перемогла 15:1. Найкраще досягнення команди на чемпіонатах світу — 2-е місце в групі В у 1998 році. На зимових Олімпійських іграх не виступала. Збірна Словенії дебютувала на чемпіонатах світу у групі С у 1993 році і виступала у цій групі до 1997 року, коли, посівши 2-е місце, команда завоювала путівку у групу В. 
Найсильніші гравці Словенії різних років: 
- воротарі: Звонімір Болта, Лука Сімшич, Алеш Петронієвич, Стенлі-Отіс Реддік, Габер Главич;
- захисники: Андрей Бродник, Боян Зайц, Мараїца Паїч, Том Юг, Боріс Кунчич, Боріс Паїч, Елвіс Бешлагич, Само Кумар, Борут Поточник, Борут Вукчевич, Боріс Лотрич, Роберт Цигленечкі;
- нападники: Мат'яж Копітар, Нік Зупанчич, Марко Смолей, Тоні Тішлар, Юре Внук, Томаж Внук, Мар'ян Горенц, Ігор Берібак, Андрей Разінгер, Рок Ройшек, Драго Млінарец, Деян Контрец, Іво Ян, Деян Варл, Петер Рожич.